# Veritatis splendor
Veritatis splendor (česky Jas pravdy) je encyklika papeže Jana Pavla II. vydaná dne 6. srpna 1993. Encyklika byla předem ohlášena v apoštolském listu „Spiritus Domini“ z l. srpna 1987, vydaném u příležitosti dvoustého výročí úmrtí sv. Alfonsa Marie z Liguori.[zdroj?] Zabývá se základy morálního učení církve – morální teologií. Odmítá morální relativismus a situační etiku; proti nim staví pojem "vnitřně špatných (zlých) skutků" (actus intrinsece mali), jež jsou vždy a nutně špatné, bez ohledu na úmysl konajícího a okolnosti.
4. V samém křesťanském společenství se totiž vytvořila nová situace, ve které se šiří mnoho různých pochybností a námitek, a to nejen lidské, psychologické, sociální, kulturní a náboženské, nýbrž přímo teologické povahy, jež se vztahují k morálnímu učení církve. Nejde již jen o částečné a příležitostné protesty, nýbrž o celkové a soustavné zpochybňování celého morálního učení, které se zakládá na určitých antropologických a etických pojetích, jejichž kořenem je více či méně skrytý vliv všeobecně rozšířených myšlenkových proudů, jež ve svém důsledku zbavují lidskou svobodu jejího bytostného a neoddělitelného vztahu k pravdě. Tak je např. odmítáno tradiční učení o přirozeném zákonu a o univerzálnosti a trvalé platnosti jeho příkazů; některé části církevního morálního učení se prostě pokládají za nepřijatelné. Převládá domněnka, že i sám církevní učitelský úřad může v oblasti morálky zasahovat pouze tak, aby "probouzel svědomí" a "navrhoval hodnoty", kterými se pak lidé budou nezávisle inspirovat při svém rozhodování o životním zaměření. ...
81. Jsou-li některé skutky vnitřně špatné, dobrý úmysl nebo zvláštní okolnosti mohou sice zmírnit jejich špatnost, ale nemohou ji odstranit; existují skutky "nenapravitelně" špatné, špatné samy o sobě a nezaměřitelné k Bohu ani k dobru člověka. ... Proto také okolnosti či úmysly nebudou nikdy moci přeměnit skutek, který je svým předmětem vnitřně hanebný, ve skutek "subjektivně" čestný a obhajitelný pro svou volbu.
Encyklika kritizuje stav některých (modernistických) teologických fakult a snaží se o jasné odpovědi založené na Písmu, Tradici a Magisteriu.